# S/2016 J 1
S/2016 J 1 — один із найменших супутників Юпітера.

## Відкриття
Був відкритий 8 березня 2016 року астрономом інституту Карнегі Скоттом Шеппардом. У відповідності з номенклатурою IAU супутнику було дано тимчасову назву S/2016 J 1.

## Орбіта
Супутник робить повний оберт навколо Юпітера приблизно за 604 дні. Велика піввісь орбіти становить близько 20,6 млн км. Напрямок руху по орбіті протилежний обертанню Юпітера навколо своєї осі.

## Фізичні характеристики
Фізичні характеристики точно невідомі, але, зважаючи на яскравість, астрономи припускають, що діаметр супутника становить близько 1 кілометра.